# Château de Cambiac
Le château de Cambiac est situé dans le village de Cambiac, dans le département de la Haute-Garonne. 

## Présentation

### Historique
Un premier château ou maison forte aurait été construit comme lieu d'habitation pour un certain Milhau, nommé connétable de la région de Montauban par la reine Marguerite de Navarre. On ne sait rien sur ce bâtiment hormis des dires racontant qu'en 1582, à l'époque des guerres de religion, une armée commandée par le duc de Turenne partit de Castres et s'empara du château qui fut, en partie, brûlé. 
Le château actuel appartenait, pendant les dix-septième siècle et dix-huitième siècle, aux seigneurs de Cambiac et de Montaucel.  
André de Puybusque, ayant épousé Marguerite Gaston de Cambiac, fille d’Adrien, le 23 octobre 1741, devint coseigneur de Cambiac. 
Le château passe ensuite aux Milhau par alliance car Marie Gabrielle Gaston de Cambiac s'est mariée le 28 octobre 1847 à Cambiac, avec Jean Jacques de Milhau. 
Vers 1869, le comte Raymond de Milhau vient habiter le château de Cambiac ; il y décède en juillet 1889, à 72 ans. Il était également maire de la commune de Cambiac. Vers 1900, le château passe, toujours par alliance, à Monsieur de Puy-Montbrun.

### Architecture
Le château de Cambiac a été construit au XVe siècle, vraisemblablement sur les bases d'un édifice plus ancien. 
La partie nord est la seule construction privée du Lauragais de style gothique flamboyant ; elle présente encore quatre fenêtres à meneaux, avec épi à pinacle du second tiers du quinzième siècle.
Toute la partie de l'édifice datant du XVIe siècle est intacte. Au XIXe siècle, d'importants travaux d'agrandissement et d'embellissement sont entrepris ,avec notamment l'adjonction d'une grosse tour quadrangulaire.

### Parc
Dans le parc du château, une orangerie du XVIIIe siècle et un petit puits du XIXe siècle complètent l'ensemble architectural.
Deux arbres du parc sont recensés Arbre remarquable de Haute-Garonne.